# Hòn Đốc
Hòn Đốc, hay còn gọi là Hòn Tre Lớn, là một hòn đảo nằm trong vịnh Thái Lan, cách bờ biển Kiên Giang 27,5 km. Đây là hòn đảo lớn nhất trong quần đảo Hải Tặc diện tích 90 ha, với 363 hộ dân sống trên đảo.
Hòn đảo thuộc chủ quyền Việt Nam, về mặt hành chính thuộc xã Tiên Hải, thành phố Hà Tiên, tỉnh Kiên Giang.